# Rubén Ramírez Hidalgo
Rubén Ramírez Hidalgo (Alicante, 1978. január 6. –) spanyol hivatásos teniszező. Karrierje során még nem nyert ATP-tornát. Eddigi legnagyobb sikerét a 2006-os Roland Garroson érte el, ahol a 4. körig jutott, itt azonban vereséget szenvedett a horvát Ivan Ljubičićtől. Párosban eddig 3 ATP-döntőt játszott, mindhármat 2007-ben.
Felesége, Cristina, tanárnő, két lánya van, Martina és Valeria.

## ATP-döntői

### Páros

#### Elvesztett döntői (3)
|   | Dátum             | Torna                        | Borítás | Partner         | Ellenfelek a döntőben           | Eredmény a döntőben |
| 1 | 2007. február 4.  | VTR Open, Viña del Mar       | Salak   | Albert Montañés | Paul Capdeville Óscar Hernández | 6–4, 4–6, [6–10]    |
| 2 | 2007. február 18. | Brasil Open, Costa do Sauipe | Salak   | Albert Montañés | Lukáš Dlouhý Pavel Vízner       | 2–6, 6–7(4)         |
| 3 | 2007. február 25. | Copa Telmex, Buenos Aires    | Salak   | Albert Montañés | Sebastián Prieto Martín García  | 4–6, 2–6            |

## Eredményei Grand Slam-tornákon
| Grand Slam | Australian Open | Australian Open | Roland Garros | Roland Garros      | Wimbledon | Wimbledon       | US Open  | US Open            |
| Év         | Eredmény        | Utolsó ellenfél | Eredmény      | Utolsó ellenfél    | Eredmény  | Utolsó ellenfél | Eredmény | Utolsó ellenfél    |
| 2003       | –               | –               | –             | –                  | –         | –               | 1.kör    | Davide Sanguinetti |
| 2004       | 1.kör           | Jan Vacek       | 1.kör         | Gilles Elseneer    | 1.kör     | Tim Henman      | –        | –                  |
| 2005       | –               | –               | –             | –                  | –         | –               | –        | –                  |
| 2006       | –               | –               | 4.kör         | Ivan Ljubičić      | 1.kör     | Max Mirni       | 1.kör    | I Hjongthek        |
| 2007       | 1.kör           | Tommy Robredo   | 1.kör         | Stanislas Wawrinka | 1.kör     | Werner Eschauer | 1.kör    | Guillermo Cañas    |
| 2008       | –               | –               | Selejtező (3) | Selejtező (3)      | –         | –               | –        | –                  |
| 2009       | –               | –               | –             | –                  | –         | –               | 1.kör    | James Blake        |
| 2010       | –               | –               | Selejtező (2) | Selejtező (2)      | –         | –               | 1.kör    | Dustin Brown       |
| 2011       | 1.kör           | Illya Marchenko | 2.kör         | Albert Montañés    | 1.kör     | Rik De Voest    | –        | –                  |
| 2012       | –               | –               | 1.kör         | Miloš Raonić       | 1.kör     | Mardy Fish      | 2.kör    | Sam Querrey        |
| 2013       | 1.kör           | Lu Jen-hszün    | –             | –                  | –         | –               | –        | –                  |